# Городской округ (административный, Россия)
Городской округ — административно-территориальная или территориальная единица в некоторых регионах Российской Федерации, состоящая из города и, при наличии, населённых пунктов в подчинении города.

## Городские округа в составе субъектов Российской Федерации

### Адыгея
Республиканский городской округ — территория, состоящая из города республиканского значения и одного или нескольких иных сельских (городских) населённых пунктов.
- Адыгейский
- Майкопский

### Брянская область
Городской административный округ — административно-территориальная единица, которая своими границами охватывает один город с закреплёнными за ним землями или объединённые общей территорией город и иной (иные) населённый пункт (населённые пункты) с закреплёнными за ними землями.
- города областного значения
  - Брянский
  - Клинцовский
  - Новозыбковский
  - Сельцовский
- города районного значения
  - Жуковский
  - Злынковский
  - Карачевский
  - Мглинский
  - Почепский
  - Севский
  - Стародубский
  - Суражский
  - Трубчевский
  - Унечский
  - Фокинский

### Воронежская область
Городские округа являются административно-территориальными единицами и муниципальными образованиями.
- Борисоглебский
- Воронеж
- Нововоронеж

### Ленинградская область
Административно-территориальная единица и муниципальное образование.
- Сосновоборский

### Псковская область
Административные округа — города.
- Великие Луки
- Псков

### Ростовская область
Городские округа являются административно-территориальными единицами и муниципальными образованиями.
- Азов
- Батайск
- Волгодонск
- Гуково
- Донецк
- Зверево
- Каменск-Шахтинский
- Новочеркасск
- Новошахтинск
- Ростов-на-Дону
- Таганрог
- Шахты

### Тверская область
Округа — города областного и окружного значения.
- города областного значения
  - Кимры
  - Ржев
  - Тверь
  - Торжок
- города окружного значения
  - Андреапольский муниципальный
  - Весьегонский муниципальный
  - Вышневолоцкий городской
  - Западнодвинский муниципальный
  - Кашинский городской
  - Краснохолмский муниципальный
  - Нелидовский городской
  - Осташковский городской
  - Удомельский городской

### Регионы, в которые городские округа как административные единицы заявлены

#### Белгородская область
Согласно закону об административно-территориальном устройстве в пределах территории городских округов и городских поселений в Белгородской области в качестве административно-территориальных единиц могут быть образованы административные округа.

#### Нижегородская область
Городские округа.